# Karlinky
Karlinky – jedna z części miasta ustawowego Liberec. Znajduje się w południowo-zachodniej części Liberca. Zarejestrowanych jest tutaj 125 adresów i na stałe mieszka mniej niż 500 osób.